# Pulau Bohayan
Pulau Bohayan oder Pulau Bohihan ist eine zu Malaysia gehörende Insel in der zur Celebessee offenen Darvel Bay. Die Insel liegt etwa 25 km südlich von Lahad Datu.
Bohayan gehört zu einer Gruppe dicht bewaldeter Inseln im Südwesten der Darvel Bay. Sie hat in etwa die Form eines Dreiecks mit einer 238 m hohen Erhebung. Ihre maximale Länge ist ca. 2,5 km, die größte Breite etwa 1,5 km. Die Insel ist unbewohnt, wird aber vom malaysischen Zoll benutzt, um die aus Lahad Datu auslaufenden Schiffe mit Tropenholzladung zu kontrollieren. Vor der Insel befinden sich Ankerplätze, die während der Monsunzeit gerne von größeren Schiffen genutzt werden.
Die Insel wird wegen der vorgelagerten Korallenriffe gerne von Tauchern besucht.